# 押田柊
押田 柊（おしだ しゅう、1994年11月29日 - ）は日本で活動するミュージカル俳優および元バレエダンサーである。千葉県出身。劇団四季所属。

## 来歴
劇団国立ミュージカルでバレエダンサーとして活動し、2014年に劇団四季研究生オーディションに合格し2015年に入所した。同年7月28日に開幕した人間になりたがった猫の仕立屋役が四季での初舞台出演となった。

## 主な出演作品
- 人間になりたがった猫（2015年仕立屋）
- キャッツ（2016年コリコパット）(2019年ミストフェリーズ)
- バケモノの子（2022年男性アンサンブル7枠）

※括弧内の年は初出演年